# Connangles
Connangles é uma comuna francesa na região administrativa de Auvérnia-Ródano-Alpes, no departamento de Alto Loire. Estende-se por uma área de 22 km². Em 2010 a comuna tinha 143 habitantes (densidade: 6,5 hab./km²).